# Lorenz Merz
Lorenz Merz (* 1981 in Zürich) ist ein Schweizer Kameramann, Filmregisseur, Drehbuchautor, Filmproduzent und -editor.

## Leben
Der Sohn eines schweizerisch-amerikanischen Paares verspürte bereits als Jugendlicher «eine Frustration, Dinge zu erleben, ihnen aber keinen Ausdruck geben zu können». Merz entdeckte das Medium Film und blieb dabei, da es «seiner Form, auf die Welt zu schauen, am nächsten» komme. Er absolvierte zuvor Ausbildungen in Musik, Malerei und Fotografie. So besuchte Merz den Fachbereich Grafikdesign der «Punkt G Gestaltungsschule» in Zürich, die er 2002 als diplomierter Gestalter verliess. Ab demselben Jahr schlossen sich diverse Tätigkeiten an schweizerdeutschen Filmproduktionen an. Ein Jahr später wurde er Assistent von Peter Jenny, der die Professur für bildnerisches Gestalten sowie Fotografie/Kamera an der ETH Zürich innehatte. Von 2004 bis 2008 studierte Merz Film an der Zürcher Hochschule der Künste. Er verbrachte 2007 ein Austauschjahr an der Universidad del Cine (UCINE) in Buenos Aires.
Mit 18 Jahren wurde Merz das erste Mal Vater. Dieses Ereignis wurde vom tragischen Tod naher Freunde überschattet.
Merz war Jurymitglied beim Locarno Film Festival (2015) und Neuchâtel International Fantastic Film Festival. Er gehört der Europäischen Filmakademie (EFA), der Schweizer Filmakademie und der Swiss Cinematographers Society (SCS) an.

## Werk
Im Jahr 2007 gab Merz mit dem fünfminütigen Kurzfilm The Little Samurai sein Debüt als Filmregisseur. Das Werk, für das er auch Drehbuch und Schnitt zu verantworten hatte, handelt von einem Mädchen, das den Nachmittag an einem einsamen Sommerhaus verbringt und wilde Abenteuer mit ihrem Samuraischwert durchlebt. The Little Samurai wurde 2007 an den Wettbewerb des Filmfestivals von Locarno eingeladen, blieb aber unprämiert. Im Jahr darauf gewann Merz einen Silbernen Leoparden für seinen 21-minütigen Kurzfilm Un día y nada (deutsch: «Ein Tag oder nichts»). Seine zweite Regiearbeit zeigte Fragmente aus dem Leben zweier alter Herren, umherstreunender Kinder und eines jungen Mannes. Un día y nada wurde 2009 auch mit dem Schweizer Filmpreis ausgezeichnet.
Parallel begann Merz ab 2008 als Kameramann an Kurzfilmen in Erscheinung zu treten. Für die Bilder zu Irene Ledermanns 21-minütigem Kurzfilm Schonzeit (2009) wurde er beim polnischen Filmfestival Camerimage in der Studenten-Kategorie nominiert. Sein Debüt hinter der Kamera beim Spielfilm gab er 2011 mit Peter Luisis absurd-fantastischer Liebeskomödie Ein Sommersandtraum, die den Publikumspreis des Filmfestival-Max-Ophüls-Preises gewann und für drei Schweizer Filmpreise nominiert wurde. Selbst den nationalen Filmpreis gewann Merz 2012 für die Kamera an seinem zweiten Spielfilm Giochi d’estate von Rolando Colla. Für das Jugenddrama wurde er erneut für einen Preis des Camerimage-Festivals nominiert, diesmal für das beste Spielfilmdebüt, und ihm wurde der Zürcher Filmpreis zuteil. Einen weiteren Schweizer Filmpreis erhielt Merz für seine «rastlos-rasante Kamera» in Simon Jaquemets bildgewaltigem Jugenddrama Chrieg (2014). 2016 arbeitete er erneut mit Rolando Colla an dessen Liebesfilm Sieben Tage voller Leidenschaft zusammen.
Mit dem improvisierten und fast dialoglosen Werk Cherry Pie (2013) gab Merz sein Spielfilmdebüt als Regisseur und Drehbuchautor. Er produzierte es auch mit der 2013 in Zürich mitbegründeten Produktionsfirma «8horses». Das essayistische Roadmovie mit Lolita Chammah in der Hauptrolle lief in Locarno, beim Filmfestival von Rotterdam und wurde auch beim Filmfest Oldenburg gezeigt. Den Durchbruch als Filmemacher ebnete ihm sein zweiter Spielfilm Soul of a Beast (2021). Die Arbeiten an dem Liebesdrama um einen minderjährigen Vater und leidenschaftlichen Skateboarder (dargestellt von Pablo Caprez), der sich in die Freundin seines besten Freundes verliebt, hatten 2009 begonnen. Merz bezeichnete es als von «einschneidenden Momenten» in seinem Leben inspiriert, aber nicht als autobiografisch. Er hatte die Arbeit an dem ausufernden Skript zwischendurch unterbrochen, ehe ihm fünf Jahre später bei den Dreharbeiten zu Chrieg die schweizerisch-französische Schauspielerin Ella Rumpf auffiel. Sie inspirierte ihn dazu, das Drehbuch hervorzuholen, und er besetzte sie auch in der weiblichen Hauptrolle. Soul of a Beast wurde 2021 im Wettbewerb des Locarno Film Festival uraufgeführt und brachte ihm eine lobende Erwähnung der Jury sowie den Preis der Ökumenischen Jury ein. Ein Jahr später wurde er an den Wettbewerb des Filmfestivals Max Ophüls Preis 2022 eingeladen, wo Merz die Auszeichnung für die beste Regie und den Preis der Filmkritik zuerkannt bekam. Weiterhin folgten acht Nominierungen für den Schweizer Filmpreis 2022. Bei der Verleihung hatte Merz’ Film gegenüber Elie Grappes Olga das Nachsehen. Er erhielt jedoch die Preise für die «Beste Kamera» und «Beste Filmmusik». Die Filmkritik lobte die rauschhaften Bilder und verglich die Dreiecksgeschichte mit François Truffauts Nouvelle-Vague-Klassiker Jules und Jim.
Gegenwärtig arbeitet Merz mit Aurelius Eisenreich an einem neuen Drehbuch für eine internationale Koproduktion zwischen Frankreich, Senegal und Japan. Das Projekt Who/Man, produziert von  «8horses», soll über die schnellste Frau der Welt, einen japanischen Geist und eine Autorallye in Afrika handeln.

## Filmografie
Kameramann
- 2008: Unfall (Kurzfilm)
- 2008: Bachab (Kurzfilm)
- 2009: Schonzeit (Kurzfilm)
- 2010: Die Praktikantin (Kurzfilm)
- 2011: Ein Sommersandtraum
- 2011: Giochi d’estate
- 2013: Cherry Pie
- 2014: Chrieg
- 2016: Sieben Tage voller Leidenschaft
- 2021: Soul of a Beast

Regie, Produzent, Editor
- 2007: The Little Samurai (Kurzfilm)
- 2008: Un día y nada (Kurzfilm) – auch Drehbuch
- 2013: Cherry Pie – auch Drehbuch
- 2021: Soul of a Beast – auch Drehbuch

## Auszeichnungen (Auswahl)
- 2008: Locarno Film Festival – Silberner Leopard (Un día y nada)
- 2009: Schweizer Filmpreis – Bester Kurzfilm (Un día y nada)
- 2011: Zürcher Filmpreis (Giochi d’estate)
- 2012: Schweizer Filmpreis – Beste Kamera (Giochi d’estate)
- 2015: Schweizer Filmpreis – Beste Kamera (Chrieg)
- 2021: Locarno Film Festival – Lobende Erwähnung, Preis der Ökumenischen Jury (Soul of a Beast)
- 2022: Filmfestival Max Ophüls Preis – Beste Regie und Preis der Filmkritik (Soul of a Beast)
- 2022: Schweizer Filmpreis – Beste Kamera und Beste Filmmusik für Soul of a Beast